# André Duchêne
Pour les articles homonymes, voir Duchêne.
André Duchêne (Mont-Saint-Guibert, le 26 janvier 1896 - Auderghem, le 31 octobre 1961) est un homme politique belge.

## Biographie
Jeune instituteur, Duchêne vint à Auderghem en 1919 où il a enseigné dans les trois écoles communales. En 1936, il devint le premier directeur de la nouvelle école du Transvaal, située en face de la petite plaine à laquelle il donnera son nom.
L'instituteur entra en politique en 1922. Il devint la cheville ouvrière du parti socialiste à Auderghem qui continuera sa progression et enlèvera en 1932 son premier siège de conseiller communal. Les socialistes obtinrent deux sièges aux élections de 1938, quatre en 1946 et cinq en 1952. Le parti socialiste était alors devenu le parti le plus puissant à Auderghem. 
À la mort d'Emile Rotiers, président du parti, Duchêne lui succéda et devint conseiller communal.
Il devint premier échevin lors du scrutin de 1946 et exerça cette charge jusqu'à la mort du bourgmestre Lebon (libéral), à qui il succéda le 21 juin 1956. Il devenait ainsi le premier bourgmestre socialiste de la commune. 
Aux élections suivantes, les socialistes poursuivirent leur progression et obtinrent 7 sièges contre 6 pour les catholiques et 2 pour les libéraux. Ils durent néanmoins siéger dans l'opposition vu la coalition formée par les deux autres partis.
Après son décès, son parti ne devait plus jamais retrouver l'éclat qu'il sut lui donner.

## Fonctions politiques
- 1932 - 1946 : conseiller communal à Auderghem ;
- 1946 - 1956 : premier échevin à Auderghem ;
- 1956 - 1958 : Bourgmestre d'Auderghem.